# Mário Mamede Filho
Mário Mamede Filho (Fortaleza, 7 de novembro de 1946) é um médico e político brasileiro.

## Biografia
Formado em medicina pela Universidade Federal do Ceará, atuou no movimento sindical na década de 1980.
Elegeu-se deputado estadual pelo PT em 1990 e 1994. Na Assembleia Legislativa do Ceará, presidiu a Comissão de Direitos Humanos.
Foi nomeado subsecretário de Direitos Humanos da Presidência da República em 2005, ano em que o órgão ganhou status de ministério. Permaneceu no cargo até 2006, quando foi substituído por Paulo de Tarso Vannuchi.
Presidiu o Instituto de Previdência do Município de Fortaleza.